# Konstandinos Mavropanos
Konstantinos Mavropanos (Κωνσταντίνος "Ντίνος" Μαυροπάνος; 11 de desembre de 1997) és un futbolista professional grec que juga de defensa central pel West Ham United Football Club i pel conjunt sub21 grec.